# نیشینبو
نیشینبو (انگلیسی: Nisshinbo) شرکت خوشه‌ای ژاپنی است، که در سال ۱۹۰۷ تأسیس شد.